# Biliran
Pour les articles homonymes, voir Biliran (homonymie).
Biliran est une province des Philippines composée des îles de Biliran et de Maripipi

## Historique
En 2018, Kenneth Bernard Hendricks, prêtre américain, est arrêté dans l'île de Biliran où il travaille depuis 37 ans. Il est accusé d’exploitation sexuelle de garçons philippins de 7 à 12 ans,. En effet, une cinquantaine d'enfants de Biliran ont déposé des témoignages auprès de la justice américaine, visé par un mandat d'arrêt, Kenneth Bernard Hendricks est extradé vers les États-Unis.

## Liste des municipalités
- Almeria
- Biliran
- Cabucgayan
- Caibiran
- Culaba
- Kawayan
- Maripipi
- Naval